# Kyrkholmen, Stockholm

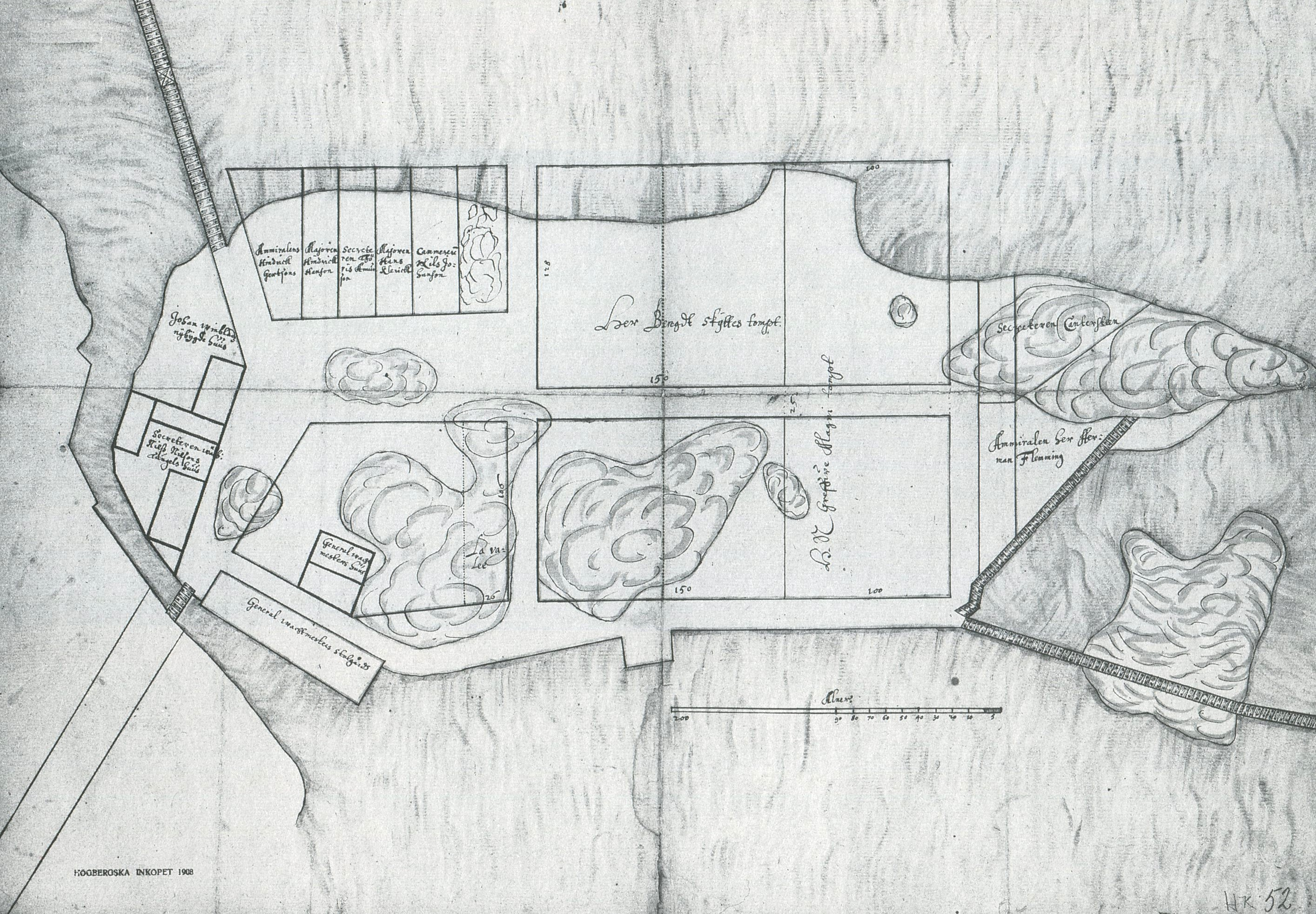
Kyrkholmen (till höger), omkring 1650. Kartan troligen upprättad av Anders Torstensson.

Kyrkholmen var en liten holme utanför östra delen av Blasieholmen i Stockholm.
Kyrkholmens äldsta kända namn var Myntholmen. Genom att vattnet mellan Kyrkholmen och Blasieholmen fylldes igen är Kyrkholmen idag en del av Blasieholmen. Den gamla Kyrkholmen är marken där Nationalmuseum och Museiparken idag ligger. Då man år 1629 färdigställde Holmkyrkan på holmen för amiralitetets räkning, kom platsen därefter att kallas Kyrkholmen. 1846 upplät Stockholms stad marken för byggandet av Nationalmuseum och byggnadschefen Johan af Kleen fyllde igen kanalen mellan Kyrkholmen och Blasieholmen utan tillstånd. Efter färdigställandet av Nationalmuseum anlades Museiparken i mitten på 1860-talet.